# スパイダー・ホップ
「スパイダー・ホップ」は、日本のバンドTHE HIGH-LOWSの25枚目のシングルである。2004年12月15日発売。発売元はBMG JAPAN。

## 概要
- PV監督は谷口慎太郎。PVの内容は、泥棒に扮した４人が、ローラースケートで逃げたり、ある建物の屋上で演奏したり、おふざけをしたりするというもの。恒例の食事シーンでは、カニを食べている。

## 収録曲
1. スパイダー・ホップ(GLIDIN' MODE)(2:54)
作詞・作曲：甲本ヒロト
2. 全滅マーチ(5:03)
作詞・作曲：甲本ヒロト
アルバム未収録。
3. 東大出ててもバカはバカ(5:15)
作詞・作曲：真島昌利
アルバム未収録。

## 収録アルバム
- オリジナル『Do!! The★MUSTANG』（2004年9月1日）